# 中村世子
中村 世子（なかむら せいこ）は、日本の漫画家。

## 来歴
2003年、「少年一過」が第335回HMCで努力賞を受賞し、『花とゆめ』（白泉社）2003年24号に掲載。2004年、「ちゅーちゅー王子」が第45回BC賞を入選し、同誌2005年2号に掲載。2007年、『友嬢サバイバル！』が第32回白泉社アテナ新人大賞デビュー優秀者賞を受賞。
2008年に『花とゆめスターズ』（同）で『ニブンノワン！王子』を発表し、『ザ花とゆめ』（同）にて2009年4月1日号より連載化され、2014年9月1日号で完結。
2013年2月20日に発売された『花とゆめ』6号より、『ブラックハートスター』の集中連載を開始。同誌17号から再び同作の集中連載を開始する。2014年12月4日発売の『花とゆめ』2016年1号より、スマホアプリゲーム「I-アイ-」のコミカライズである『I-アイ-はこにわぐらし』の連載を開始。
白泉社で活動後、「新天地を求め」た中村は「DAYS NEO」へ中村おにく名義で投稿した。数人の編集者から声をかけられたが、『デザート』の編集者である北原を選んだのは、「一番熱い感想」を送り、宝塚歌劇団が好きという共通点を持っていたからである。北原と宝塚について話したことをきっかけに「宝塚や演劇を題材にした漫画も面白いなと考えるように」なった中村は、『デザート』にて2020年8月号より、男子高校生の演劇をテーマとした『レビュダン！』の連載を開始。

## 作品リスト

### 漫画作品
- 凡例
  - 太字は連載作品、シリーズ作品は読み切りとして扱う。
  - 〈掲載誌〉HY：『花とゆめ』 / THY ：『ザ花とゆめ』 / BHY ：『別冊花とゆめ』 / BHS ：『花とゆめスターズ』 / M：『MELODY』 / HAI：『花ゆめAi』（以上、全て白泉社） / R ：『Rentaコミックス』（パピレス） / D ：『デザート』（講談社） / NEO ：『DAYS NEO』（講談社）  / P：『Palcy』（講談社＆ピクシブ）
  - 〈収録〉友1：『友嬢サバイバル！』第1巻 / 友2：『友嬢サバイバル！』第2巻 / 絢：『落日の桜』 / 未：単行本未収録

|  | 連載作品 |  | 読み切り作品 |

|    | 作品名 | 掲載誌  | 発表年・掲載号                                                          | 収録    | 注記                                                           |
| -- | --- | ------- | ----------------------------------------------------------------------- | ------- | -------------------------------------------------------------- |
| 1  | 友嬢サバイバル！ | HY      | 2007年14号 - 16号 2007年23号 - 2008年1号                                | 友1 友2 | 『友嬢サバイバル！』シリーズ。                                 |
| 2  | ニブンノワン！王子 | BHS THY | 2008年 2009年4月1日号 - 2014年9月1日号                                  | —       |                                                                |
| 3  | ブラックハートスター | HY      | 2013年6号 - 8号 2013年17号 - 19号                                       | —       | 集中連載。                                                     |
| 4  | I-アイ- はこにわぐらし | HY      | 2016年1号 - 20号                                                        | —       | 原案：KEYROUTE。 スマホアプリゲームのコミカライズ。            |
| 5  | マリッジメーカーズ〜迷える子羊、凪田の場合〜                                                                                         | R       | 2019年11月22日 - 2020年4月23日                                          | 未      |                                                                |
| 6  | レビュダン！ | D       | 2020年8月号 - 2021年12月号                                              | —       | 企画協力：天真みちる。                                         |
| 7  | モフモフつきハイツ空室有〼 | M・HAI  | M：2022年10月号・2023年2月号・2023年4月 HAI：Vol.55 - 73（一部Mの再掲） | —       |                                                                |
| 8  | 隣国に輿入れした王女付きモフモフ侍女ですが、本当の王女は私なんです～立場と声を奪われましたが、命の危機に晒されているので傍観します～ | P       | 2023年4月19日 - 連載中                                                  | —       | 原作：江本マシメサ、キャラクターデザイン：わか。小説の漫画化。 |
| 9  | 少年一過 | HY      | 2003年24号                                                              | 未      |                                                                |
| 10 | ちゅーちゅー王子 | HY      | 2005年2号                                                               | 友2     |                                                                |
| 11 | あたたかな毒 | THY     | 2005年4月1日号                                                          | 未      |                                                                |
| 12 | デュエット | THY     | 2005年10月1日号                                                         | 未      |                                                                |
| 13 | モミジ チルコロ | HY      | 2005年20号                                                              | 未      |                                                                |
| 14 | 君はすてきだ。 | BHY     | 2006年3月号                                                             | 未      |                                                                |
| 15 | くれたもの、あげるもの | THY     | 2006年6月1日号                                                          | 未      |                                                                |
| 16 | 小さな王子の三千世界 | THY     | 2006年11月25日号                                                        | 未      |                                                                |
| 17 | 友嬢サバイバル！ | HY      | 2007年3号                                                               | 友1     | 『友嬢サバイバル！』シリーズ。                                 |
| 18 | 友嬢サバイバル！ | HY      | 2007年9号                                                               | 友1     | 『友嬢サバイバル！』シリーズ。                                 |
| 19 | 友嬢サバイバル！ | THY     | 2008年7月25日号                                                         | 友2     | 『友嬢サバイバル！』シリーズ。                                 |
| 20 | プライベートアロマ | HY      | 2008年12号別冊付録                                                      | 未      |                                                                |
| 21 | おーまがとき！ | HY      | 2010年2号                                                               | 未      |                                                                |
| 22 | 殿、いい加減にして下さい。 | HY      | 2012年7号                                                               | 未      |                                                                |
| 23 | 鳳凰院様と白鳥様 | HY      | 2014年3号                                                               | 未      |                                                                |
| 24 | 王の藤 | THY     | 2014年12月1日号                                                         | 絢      | 絢爛花子絵巻シリーズ。                                         |
| 25 | カノドン！ | THY     | 2015年3月1日号                                                          | 未      |                                                                |
| 26 | 落日の桜 | THY     | 2015年6月1日号                                                          | 絢      | 絢爛花子絵巻シリーズ。                                         |
| 27 | 有明の朝顔 | THY     | 2015年9月1日号                                                          | 絢      | 絢爛花子絵巻シリーズ。                                         |
| 28 | 花車の椿 | THY     | 2015年12月1日号                                                         | 絢      | 絢爛花子絵巻シリーズ。                                         |
| 29 | まつりタッチ | HY      | 2016年24号                                                              | 未      |                                                                |
| 30 | ドントクライベイビーズ | HY      | 2017年7号                                                               | 未      |                                                                |
| 31 | 6畳間プリンス | THY     | 2017年6月1日号                                                          | 未      |                                                                |
| 32 | トラコトラ | NEO     |                                                                         | 未      | 「DAYS NEO」投稿作。                                           |

### イラスト
- 〈if〉コス♥ポートレート（『ザ花とゆめ』2015年12月1日号付録[13]）
- 画集 少女×人外 七つの異種恋物語り（『ザ花とゆめ』2016年12月1日号付録[14]）

### 書籍
白泉社〈花とゆめコミックス〉
- 『友嬢サバイバル！』2007年 - 2008年、全2巻
  1. 2007年11月19日発売[15]、ISBN 978-4-592-18343-3 - 初コミックス[16]
  2. 2008年10月17日発売[17]、ISBN 978-4-592-18344-0
- 『ニブンノワン！王子』2009年 - 2014年、全7巻
  1. 2009年10月19日発売[18]、ISBN 978-4-592-19041-7
  2. 2010年6月18日発売[19]、ISBN 978-4-592-19042-4
  3. 2011年2月18日発売[20]、ISBN 978-4-592-19043-1
  4. 2012年1月20日発売[21]、ISBN 978-4-592-19044-8
  5. 2012年8月20日発売[22]、ISBN 978-4-592-19045-5
  6. 2013年9月20日発売[23]、ISBN 978-4-592-19046-2
  7. 2014年10月20日発売[24]、ISBN 978-4-592-19047-9
- 『ブラックハートスター』2013年12月20日発売[25]、ISBN 978-4-592-19050-9
- 『落日の桜』2016年1月20日発売[26]、ISBN 978-4-592-19048-6
- 『I-アイ- はこにわぐらし』原案：KEYROUTE、2016年、全2巻
  1. 2016年5月20日発売[27]、ISBN 978-4-592-21554-7
  2. 2016年11月18日発売[28]、ISBN 978-4-592-21555-4
- 『モフモフつきハイツ空室有〼』全2巻
  1. 2023年10月20日発売[29]、電子書籍のみ
  2. 2025年2月20日発売[30]、電子書籍のみ

講談社〈講談社コミックスデザート〉
- 『レビュダン！』2020年 - 2021年、全3巻
  1. 2020年11月13日発売[31][32]、ISBN 978-4-06-521478-7
  2. 2021年5月13日発売[33]、ISBN 978-4-06-523312-2
  3. 2021年12月13日発売[34]、ISBN 978-4-06-526209-2

講談社〈KCx〉
- 『隣国に輿入れした王女付きモフモフ侍女ですが、本当の王女は私なんです～立場と声を奪われましたが、命の危機に晒されているので傍観します～』2023年 - 、既刊3巻（2024年10月30日現在）
  1. 2023年9月29日発売[35]、ISBN 978-4-06-533114-9
  2. 2024年4月30日発売[36]、ISBN 978-4-06-534974-8
  3. 2024年10月30日発売[37]、ISBN 978-4-06-537239-5